# アマーリエ・イン・バイエルン
アマーリエ・マリア・イン・バイエルン（Amalie Maria in Bayern, 1865年12月24日 - 1912年5月26日）は、ドイツ・ヴュルテンベルク貴族のウラッハ公ヴィルヘルム2世の妻。
バイエルン王家と同族のバイエルン公カール・テオドールとその最初の妻であるザクセン王女ゾフィーの間の一人娘として、ミュンヘンで生まれた。母は彼女がわずか2歳の時に急逝したため、父の後妻マリア・ヨーゼファに育てられた。異母妹にベルギー王妃エリザベートがいる。
1892年7月4日、テーゲルンゼーでウラッハ公ヴィルヘルムと結婚し、9子をもうけた。1912年5月に末娘を出産した直後、シュトゥットガルトで没した。

## 子女
- マリー・ガブリエーレ・カロラ・ヨーゼファ・ゾフィー・マティルデ（1893–1908）
- エリーザベト・アウグステ・マリー・フロレスティーネ・ルイーゼ（1894–1962） - 1921年、リヒテンシュタイン侯子カールと結婚
- カロラ・ヒルダ・エリーザベト・マリア（1896–1980）
- ヴィルヘルム・アルベルト・カール・アントン・パウル・ゲロ・マリア（1897–1957） - 継承権放棄
- カール・ゲロ・アルブレヒト・ヨーゼフ・ヴィルヘルム・アントン・マリア（1899–1981） - ウラッハ公爵家家長
- マルガレーテ・ゾフィー・フロレスティーネ・マリア・ヨーゼファ（1901–1975）
- アルブレヒト・エーバーハルト・カール・ゲロ・マリア（1903–1969）
- ループレヒト・エーバーハルト・ヴィルヘルム・ゲロ・マリア（1907–1969）
- メヒティルデ・マリー・ガブリエーレ・フロレスティーネ・ゾフィー・デヴォタ（1912–2001） - 1932年、ホーエンローエ＝ヴァルデンブルク＝シリングスフュルスト侯家家長フリードリヒ・カール（3世）と結婚